# ورفلاخ
ورفلاخ (به آلمانی: Würflach) یک منطقهٔ مسکونی در اتریش است که در ناحیه نوین‌کیرشن واقع شده‌است. ورفلاخ ۱٬۵۷۱ نفر جمعیت دارد.